# Akodon mystax
Akodon mystax és una espècie de mamífer rosegador de la família dels cricètids. És endèmic del sud-est del Brasil, on viu a altituds d'entre 2.000 i 2.700 msnm. El seu hàbitat natural és la Mata Atlàntica. És una espècie en risc mínim, és a dir, no sembla que hi hagi cap amenaça significativa per a la seva supervivència. El seu nom específic, mystax, significa ‘de bigotis’ en llatí.